# Saint-Pierre-de-Mons
Saint-Pierre-de-Mons is een gemeente in het Franse departement Gironde (regio Nouvelle-Aquitaine). De plaats maakt deel uit van het arrondissement Langon. Saint-Pierre-de-Mons telde op 1 januari 2022 1.218 inwoners.

## Geografie
De oppervlakte van Saint-Pierre-de-Mons bedroeg op 1 januari 2022 9,27 vierkante kilometer; de bevolkingsdichtheid was toen 131,4 inwoners per km².

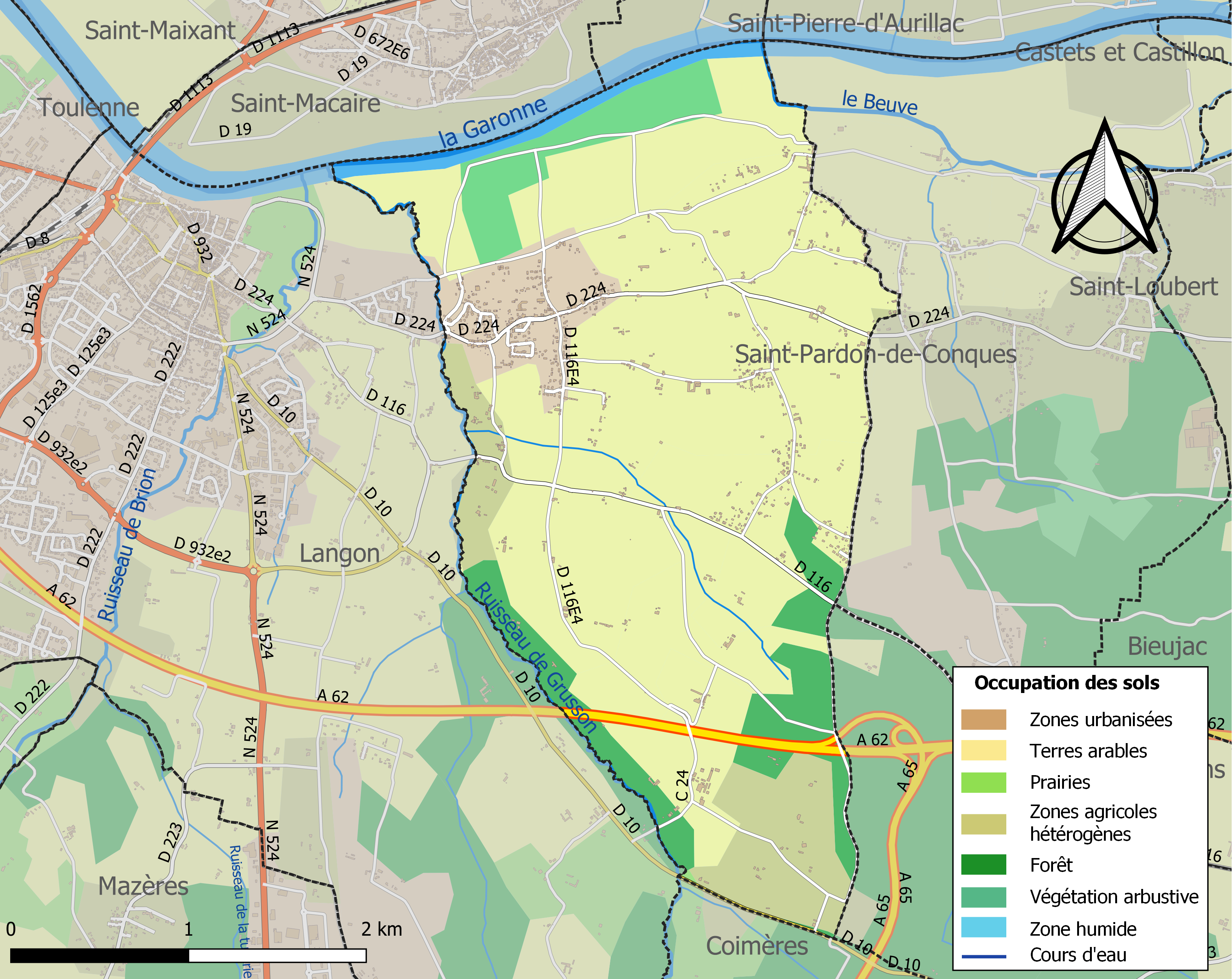
Kaart van de gemeente met belangrijkste infrastructuur, bodemgebruik en omliggende gemeenten

## Demografie
Onderstaande figuur toont het verloop van het inwonertal (bron: INSEE-tellingen).